# Fekete Zsigmond
Fekete Zsigmond (Sólyom-Fekete Zsigmond) (Torda/Alsólugos, 1847. október 14. – Budapest, 1914. március 24.) vízépítő mérnök, műszaki tanácsos, országgyűlési képviselő.

## Életpályája
Szülei Fekete Lőrinc és Hant Katalin voltak. Tanulmányait a József Nádor Műegyetemen végezte el 1874-ben. 1875–1881 között a Temes–Bega-völgyi Vízszabályozó Társulat mérnöke volt. 1881-től országgyűlési képviselő volt. 1884-től a Felső-Duna szabályozási munkálatainak vezetője, majd miniszteri tanácsosi rangban az Országos Vízépítési Igazgatóság vízrajzi osztályának, utóbb folyócsatornázási osztályának vezetője volt.
Sírja a Farkasréti temetőben volt.

## Művei
- Okszerű vizművelettan. I. kötet (Budapest, 1881)
- A viz mozgása csövekben (Budapest, 1882) (Részlet az Okszerű vizművelettan II. kötetéből)
- Magyarország vizei multjának és vizépítkezésének történelme a magyarok beköltözéseig, tekintettel a művelődéstörténeti viszonyokra (Budapest, 1882)
- A magyar faj és művelődés eredete. Három kötet. (Budapest, 1888-1890)
- Die Regulierung des ungarischen Oberen Donau (Budapest, 1899)
- A folyócsatornázási osztály tervezéseinek kivonatos ismertetése (Vízü. Közl. 1907. 23. köt.)